# Hipposcarus
Hipposcarus is een geslacht van straalvinnige vissen uit de familie van de papegaaivissen (Scaridae). Het geslacht is voor het eerst wetenschappelijk beschreven in 1956 door Smith.

## Soorten
De volgende soorten zijn bij het geslacht ingedeeld:
- Hipposcarus harid (Forsskål, 1775)
- Hipposcarus longiceps (Valenciennes, 1840)